# Krucifix (Štramberk)
Krucifix u kostela nebo také Kříž u kostela se nachází u vchodu do kostela Svatého Jana Nepomuckého na Náměstí ve Štramberku v okrese Nový Jičín v Podbeskydské pahorkatině v Moravskoslezském kraji. Krucifix je památkově chráněn a je uveden v Seznam kulturních památek ve Štramberku. Litinový kříž byl vyroben železárnami ve Frýdlantu nad Ostravici v neogotickém slohu v roce 1833. Skládá se z horní části (kříž s tělem ukřižovaného Krista) a dolní části (osmiboký ornamentovaný podstavec s nápisy).

## Nápisy na kříži
Nápisy jsou napsané češtinou první poloviny 19. století
| „ | Pomni o Křestane že na Křiži stalo se spaseni twe | “ |

| „ | Pamatka Mésstiana Josefa Baara Ao 1833 | “ |

## Galerie

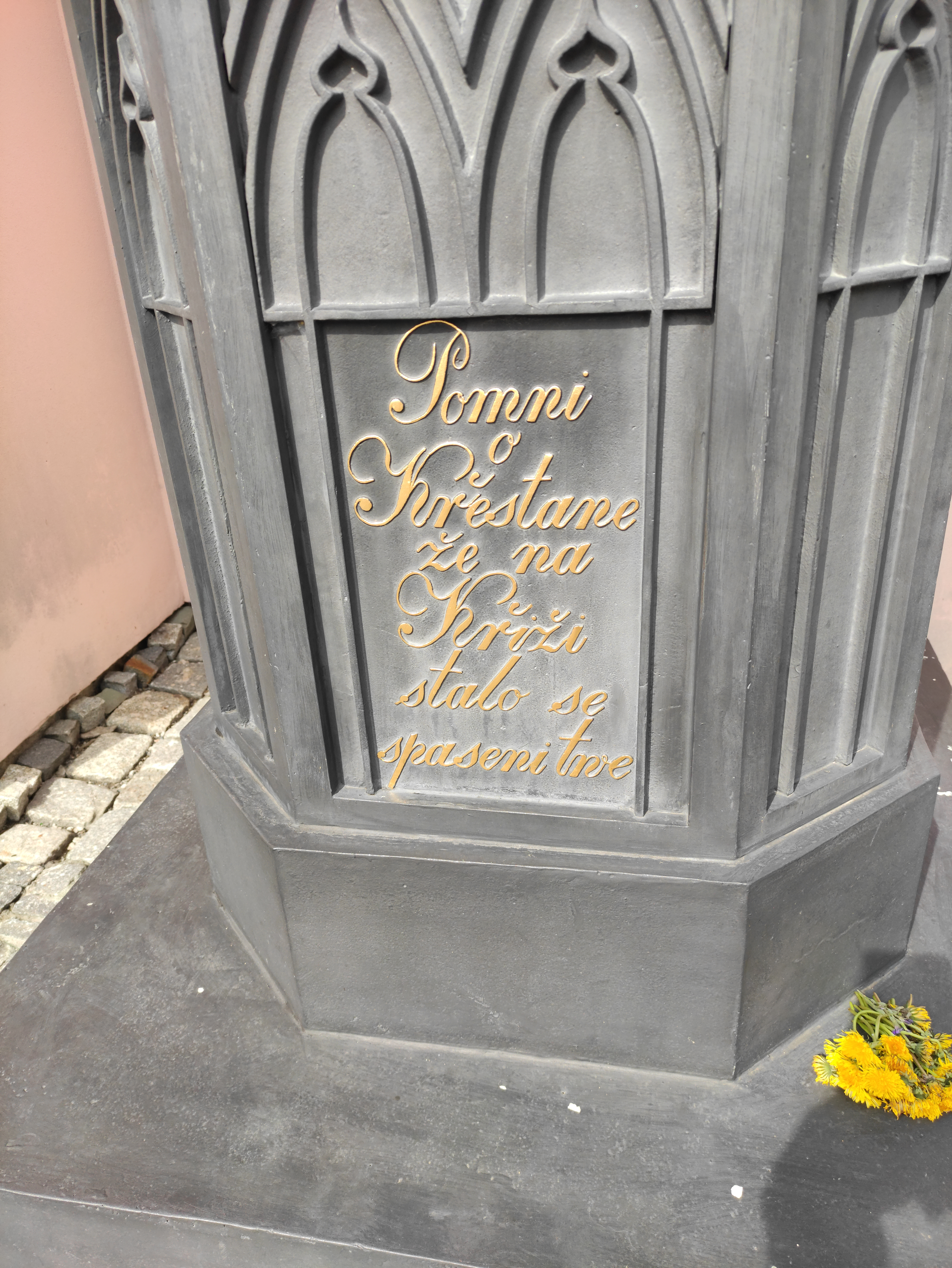
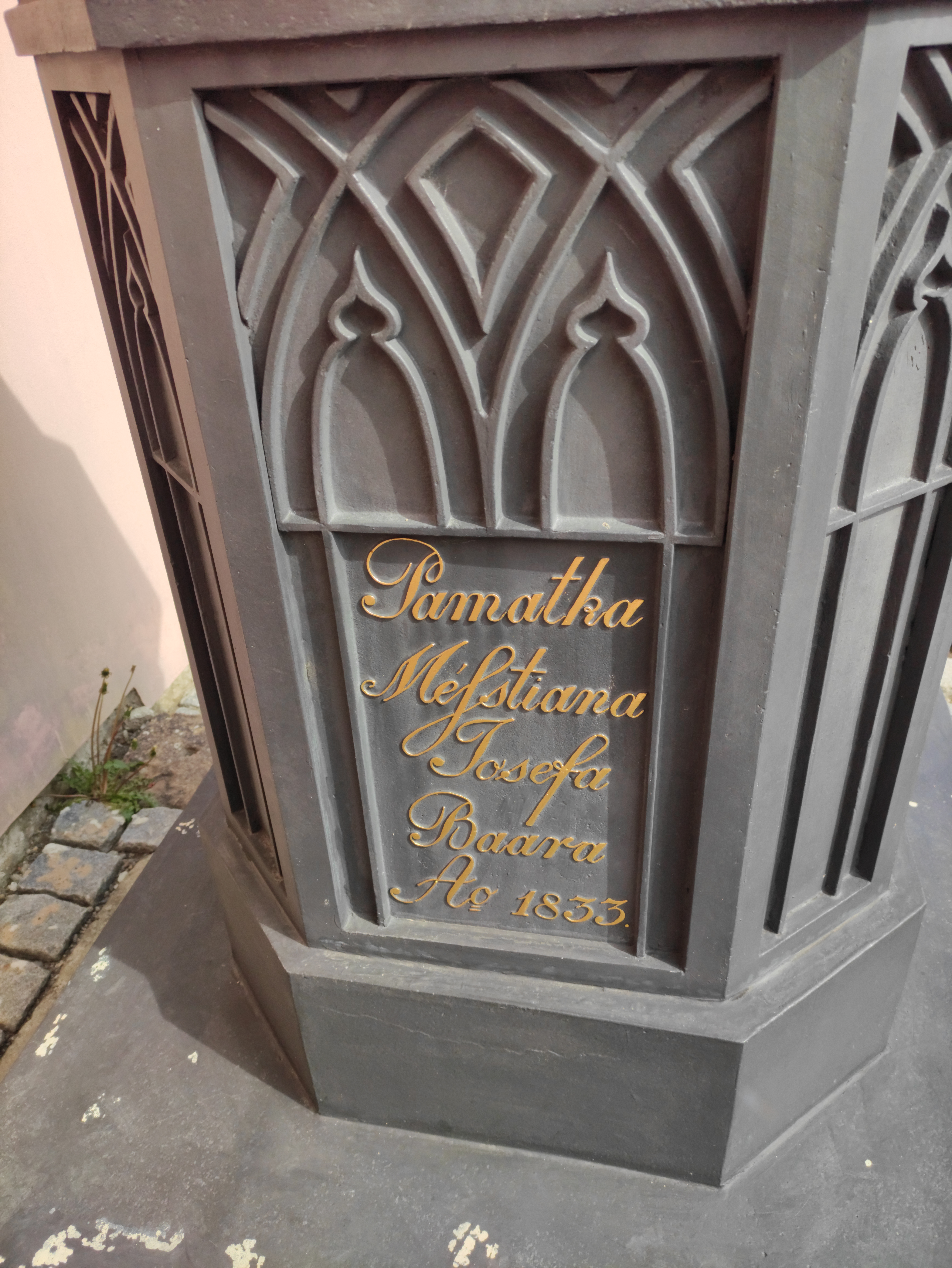